# Sebastian Colțescu
Constantin Sebastian Colțescu (n. 6 mai 1977, Craiova, România) este un arbitru român de fotbal.

## Biografie
A devenit arbitru în anul 1996. A fost promovat în Divizia A în anul 2003, când a condus la centru meciul dintre Oțelul Galați și Gloria Bistrița, la data de 28 noiembrie. În 2006 a fost înscris pe lista FIFA și a arbitrat o serie de meciuri din Cupa UEFA Intertoto și Cupa UEFA. Debutul său s-a produs la meciul din Intertoto dintre Zrinjski și Marsaxlokk, la 17 iulie 2006. 
În 2007 a fost exclus de pe lista FIFA și retrogradat în Liga a II-a în România. A reușit să revină în corpul A de arbitri al țării la finalul anului 2008.
Are o singură prezență la centru în meciul Dinamo - Rapid. 
În data de 8 decembrie 2020, Colțescu a fost acuzat de rasism în timpul unui meci UEFA Champions League dintre Paris Saint-Germain și İstanbul Başakşehir, după ce, conform jurnaliștilor de la meci, s-a referit la fotbalistul retras Pierre Webó cu calificativul „ăla negru”.
UEFA consideră că atitudinea lui Colțescu nu a fost rasistă atunci când a folosit cuvântul „negru”. Decizia a fost luată în data de 11 februarie 2021, la două luni de la incident.

## Incidentele de la Ploiești
Pe 15 februarie 2025, Colțescu a avantajat Rapid să se califice în play-off, după ce la meciul dintre Petrolul Ploiești si UTA Arad a anulat cele 2 goluri ale lui Gicu Grozav și l-a eliminat pe Sergiu Hanca, ambii din partea Petrolului . După încheierea meciului, suporterii nervoși au huiduit si au aruncat bulgări de zăpadă în arbitru. Ploieștenii au deschis o petiție ca Colțescu și Andrei Antonie (arbitrul VAR de la acel meci) să nu mai arbitreze la niciun meci al petroliștilor.